# Guadua macrostachya
Guadua macrostachya är en gräsart som beskrevs av Franz Josef Ivanovich Ruprecht. Guadua macrostachya ingår i släktet Guadua och familjen gräs. Inga underarter finns listade i Catalogue of Life.